# Royal Air Force Museum Cosford
Le Royal Air Force Museum Cosford, situé à Cosford dans le Shropshire, est un musée consacré à l'histoire de l'aviation, et plus particulièremlent à la Royal Air Force. C'est l'un des deux sites du Royal Air Force Museum, avec celui de Londres.